# Calle Ridderwall
Carl „Calle” Ridderwall (ur. 25 sierpnia 1988 w Sztokholmie) – szwedzki hokeista, reprezentant Szwecji.
Jego wujek Rolf oraz kuzynowie Stefan i Billie także zostali hokeistami.

## Kariera
- Hammarby J18 (2004-2005)
- Hammarby J18 (2005)
- Chicago Chill (2005-2006)
- Tri-City Storm (2006-2007)
- University of Notre Dame (2007-2011)
- Providence Bruins (2011-2012)
- DEG Metro Stars (2012-2013)
- HC Lev Praga (2013-2014)
- HV71 (2014-2015)
- Sibir Nowosybirsk (2015-2016)
- Djurgårdens IF (2016-2018)
- Düsseldorfer EG (2018-2019)

Wychowanek klubu Hammarby IF. Od maja 2013 zawodnik HC Lev Praga. W maju 2014 przedłużył kontrakt o dwa lata. Od lipca 2014 do czerwca 2015 zawodnik HV71. Od czerwca 2015 zawodnik Sibiru Nowosybirsk. Odszedł z klubu z końcem kwietnia 2016. Od końca czerwca 2016 do kwietnia 2018 zawodnik Djurgårdens IF. Od maja 2018 ponownie był zawodnikiem niemieckiego Düsseldorfer EG. Po sezonie DEL (2018/2019) zakończył karierę.

## Sukcesy
Klubowe
- Mistrzostwo NCAA (CCHA): 2009
- Finał KHL o Puchar Gagarina: 2014 z HC Lev Praga

Indywidualne
- USHL 2006/2007:
  - Mecz gwiazd
  - Skład gwiazd pierwszoroczniaków
- DEL (2012/2013):
  - Pierwsze miejsce w klasyfikacji kanadyjskiej w sezonie zasadniczym: 58 punktów (22 gole i 36 asyst)